# Polish Sociological Review
Polish Sociological Review (do 1993 r. Polish Sociological Bulletin) jest kwartalnikiem i recenzowanym czasopismem naukowym otwartego dostępu wydawanym od 1961 r. przez Polskie Towarzystwo Socjologiczne. Obejmuje różnorodne obszary socjologii, zwłaszcza teorię socjologii, strukturę i zmiany społeczne, kulturę i politykę w perspektywie globalnej. Czasopismo publikuje artykuły w języku angielskim. Czasopismo historycznie znacząco przysłużyło się włączaniu dorobku socjologii polskiej do obiegu międzynarodowego.
Czasopismo jest streszczane i indeksowane w JCR, Social Sciences Citation Index, CSA Sociological Abstracts, CSA Linguistics and Language Behaviour Abstracts, CSA Social Planning/Policy and Development Abstracts, Scopus i SocINDEX. Na wykazie czasopism punktowanych przez Ministerstwo Nauki i Szkolnictwa Wyższego w 2021 miało 70 punktów.
Redaktorzy naczelni PSB/PSR:
- Stefan Nowak (1966-73)
- Jerzy Szacki (1974-91)
- Witold Morawski (1992-96)
- Jacek Kurczewski (1996-99)
- Joanna Kurczewska (1999-?).
- Krzysztof Zagórski (?-2024)
- Paula Pustułka (2024-obecnie)